# United States Climate Alliance
Die United States Climate Alliance (deutsch: Klimaallianz der Vereinigten Staaten) ist eine Gruppe von Bundesstaaten der Vereinigten Staaten, die das Übereinkommen von Paris, im Gegensatz zur US-Regierung einhalten möchten, indem sie ihren jeweiligen CO2-Ausstoß bis zum Jahr 2025 auf ein um 26–28 % niedrigeres Niveau im Vergleich zu jenem des Jahres 2005 reduzieren. Des Weiteren formt die Allianz eine Gruppe von Staaten, die ihre Klimaschutzaktionen zusammen planen und miteinander koordinieren wollen.
Die Mitgliedsstaaten haben insgesamt einen Anteil von 31,4 % an der US-Bevölkerung und an 36,3 % des BIPs der USA (Stand 2016). Außerdem waren sie im Jahre 2014 für insgesamt 18,1 % des Emissionsausstoßes verantwortlich.

## Geschichte
Die Gruppe gründete sich am 1. Juni 2017 infolge der einen Tag zuvor erfolgten Ankündigung von Präsident Donald Trump die Teilnahme der Vereinigten Staaten am Klimaabkommen von Paris aufzukündigen. Die Allianz wurde durch drei Bundesstaaten-Gouverneure bekanntgegeben: Jay Inslee, dem Gouverneur des Staates Washington, Andrew Cuomo vom Bundesstaat New York und Jerry Brown, dem Gouverneur von Kalifornien. Die beiden letzteren engagieren sich, obwohl in ihren Bundesstaaten im nächsten Jahr Gouverneurswahlen anstehen. Die Gruppe macht ihren Mitgliedern keine rechtlich bindenden Vorgaben; sie soll stattdessen eine Interessensgemeinschaft von Ländern mit Klimaschutzambitionen sein, die auf freiwilliger Basis zum Klimaschutz beiträgt. Alle drei Staaten werden von Gouverneuren der Demokratischen Partei regiert.
Am Abend des 1. Juni haben sieben weitere Gouverneure ihre Zustimmung, weiterhin das Paris-Übereinkommen zu unterstützen, mitgeteilt. Fast 70 % der amerikanischen Bevölkerung und eine Mehrheit in allen 50 Bundesstaaten befürworteten eine Unterstützung des Pariser Übereinkommens.
Am 2. Juni verkündete der Gouverneur Dan Malloy, dass Connecticut ebenfalls der Allianz beitreten würde. Am gleichen Tag trat mit dem Gouverneur Charlie Baker und Massachusetts der erste von der Republikanischen Partei geführte Staat bei. Mit Phil Scott aus Vermont trat ein weiterer von Republikanern geführter Bundesstaat der Allianz bei. Danach trat Rhode Island mit ihrer Gouverneurin Gina Raimondo bei. Gouverneurin Kate Brown sagte, dass Oregon in die Allianz eintreten werde. Gouverneur David Ige aus Hawaii kündigte Hawaii als neunten Mitgliedsstaat der Allianz an.
Am 5. Juni kündigte der demokratische Gouverneur Terry McAuliffe an, dass Virginia ebenfalls der Allianz beitreten werde. Auch wenn die Wahlen des Gouverneurs in Virginia im November dieses Jahres stattfinden. Ebenfalls traten Gouverneur Mark Dayton mit Minnesota, Gouverneur John C. Carney mit Delaware und Gouverneur Ricky Rosselló mit Puerto Rico der Allianz bei.

## Mitgliedschaft

### Mitglieder
| Staat/Territorium | Gouverneur      | Gouverneur | Gouverneur | Beitrittsdatum                   | CO2 Emissionen im Jahre 2014 (Millionen Tonnen) | CO2 Emissionen pro Einwohner (in Tonnen) | Anteil an den gesamten US-Emissionen |
| ----------------- | --------------- | ---------- | ---------- | -------------------------------- | ----------------------------------------------- | ---------------------------------------- | ------------------------------------ |
| Kalifornien       | Jerry Brown     |            | D          | 1. Juni 2017 (Gründungsmitglied) | 358                                             | 9,61                                     | 6,59 %                               |
| New York          | Andrew Cuomo    |            | D          | 1. Juni 2017 (Gründungsmitglied) | 170                                             | 8,77                                     | 3,13 %                               |
| Washington        | Jay Inslee      |            | D          | 1. Juni 2017 (Gründungsmitglied) | 73                                              | 10,86                                    | 1,34 %                               |
| Connecticut       | Dan Malloy      |            | D          | 2. Juni 2017                     | 35                                              | 9,79                                     | 0,64 %                               |
| Rhode Island      | Gina Raimondo   |            | D          | 2. Juni 2017                     | 11                                              | 10,45                                    | 0,20 %                               |
| Massachusetts     | Charlie Baker   |            | R          | 2. Juni 2017                     | 64                                              | 9,77                                     | 1,18 %                               |
| Vermont           | Phil Scott      |            | R          | 2. Juni 2017                     | 6                                               | 9,59                                     | 0,11 %                               |
| Oregon            | Kate Brown      |            | D          | 2. Juni 2017                     | 38                                              | 9,92                                     | 0,70 %                               |
| Hawaii            | David Ige       |            | D          | 2. Juni 2017                     | 18                                              | 13,23                                    | 0,33 %                               |
| Virginia          | Terry McAuliffe |            | D          | 5. Juni 2017                     | 104                                             | 12,41                                    | 1,91 %                               |
| Minnesota         | Mark Dayton     |            | DFL        | 5. Juni 2017                     | 95                                              | 17,92                                    | 1,75 %                               |
| Delaware          | John C. Carney  |            | D          | 5. Juni 2017                     | 13                                              | 14,48                                    | 0,24 %                               |
| Puerto Rico       | Ricky Rosselló  |            | PNP        | 5. Juni 2017                     | 28                                              | 7,52                                     | N/A                                  |
| Gesamt            |                 |            |            |                                  | 1.013                                           |                                          | 18,12 %                              |

### Eventuell zukünftige Mitglieder
| Staat/Territorium    | Gouverneur        | Gouverneur | Gouverneur | CO2 Emissionen im Jahre 2014 (Millionen Tonnen) | Anteil an den gesamten US-Emissionen |
| -------------------- | ----------------- | ---------- | ---------- | ----------------------------------------------- | ------------------------------------ |
| Colorado             | John Hickenlooper |            | D          | 92                                              | 1,69 %                               |
| Maryland             | Larry Hogan       |            | R          | 62                                              | 1,14 %                               |
| Montana              | Steve Bullock     |            | D          | 32                                              | 0,59 %                               |
| North Carolina       | Roy Cooper        |            | D          | 127                                             | 2,34 %                               |
| Ohio                 | John Kasich       |            | R          | 232                                             | 4,27 %                               |
| Pennsylvania         | Tom Wolf          |            | D          | 245                                             | 4,51 %                               |
| District of Columbia | Muriel Bowser     |            | D          | 3                                               | 0,06 %                               |
| New Jersey           | Chris Christie    |            | R          | 114                                             | 2,09 %                               |
| Gesamt               |                   |            |            | 907                                             | 16,69 %                              |

Marylands Gouverneur Larry Hogan hat am 1. Juni ebenfalls seine Unterstützung für das Übereinkommen von Paris geäußert, allerdings hat er noch kein abschließendes Statement zur Aufnahme Marylands in die Allianz abgegeben. Im Jahre 2009 hat Maryland bereits den GGRA überschritten, der dem Staat bestätigt, eine 25-prozentige Reduzierung des Emissionsausstoßes von 2006 bis eigentlich 2020 erreicht zu haben. Eine neue Version wurde im April 2016 unterschrieben, die das Ziel vorsieht, die Emissionen bis 2030, um 40 % zu reduzieren.
Minnesotas Gouverneur Mark Dayton sagte, egal wie verheerend diese Entscheidung sein mag, sie werde Minnesota nicht von seinen Anstrengungen zum Klimaschutz abhalten. Im Jahre 2007 hat Minnesota seinen eigenen Energievertrag beschlossen, der sogar über das Übereinkommen von Paris hinausgeht und eine 30-prozentige Reduzierung der Emissionen bis 2025 fordert und eine 80-prozentige bis 2050.
Montanas Gouverneur Steve Bullock nannte den Rückzug „kurzsichtig und gefährlich.“ Im letzten Jahr wurde ein eigenes Energieabkommen vorgelegt.

### Städte
Über 200 US-amerikanische Großstädte haben Unterstützung für die Ziele der Allianz gezeigt. (Stand 3. Juni 2017) Darunter befindet sich u. a. die Hauptstadt Washington, D.C., und die zehn einwohnerstärksten Städte des Landes: New York City, Los Angeles, Chicago, Houston, Phoenix (Arizona), San Antonio, San Diego, Dallas und San José. 188 von diesen Städten sind Mitglieder der Mayors National Climate Action, einer Organisation von US-Bürgermeistern mit dem Bestreben das Übereinkommen von Paris einzuhalten. Nicht-Mitgliedsstädte wie Baltimore, Indianapolis und Memphis haben unabhängig zugesichert, das Übereinkommen von Paris zu unterstützen.